# Coppa Europa di sci alpino 1975
La Coppa Europa di sci alpino 1975 fu la 4ª edizione della manifestazione organizzata dalla Federazione internazionale sci.
In campo maschile l'italiano Diego Amplatz si aggiudicò la classifica generale; l'austriaco Kurt Engstler vinse quella di discesa libera, il cecoslovacco Miloslav Sochor quella di slalom gigante e il tedesco occidentale Alfred Hagn quella di slalom speciale. L'austriaco Christian Witt-Döring era il detentore uscente della Coppa generale.
In campo femminile la cecoslovacca Dagmar Kuzmanová si aggiudicò sia la classifica generale, sia quella di slalom speciale; le austriache Angelika Rudigier e Marlies Mathis vinsero rispettivamente quella di discesa libera e quella di slalom gigante. La sammarinese Elena Matous era la detentrice uscente della Coppa generale.

## Uomini

### Classifiche

#### Generale
| Pos. | Nome            | Nazione        | Punti |
| ---- | --------------- | -------------- | ----- |
| 1    | Diego Amplatz   | Italia         | 176   |
| 2    | Kurt Engstler   | Austria        | 125   |
| 3    | Miloslav Sochor | Cecoslovacchia | 124   |

#### Discesa libera
| Pos. | Nome          | Nazione | Punti |
| ---- | ------------- | ------- | ----- |
| 1    | Kurt Engstler | Austria | 125   |
| 2    | Anton Dorner  | Austria | 68    |
| 3    | Michel Dujon  | Francia | 61    |

#### Slalom gigante
| Pos. | Nome            | Nazione        | Punti |
| ---- | --------------- | -------------- | ----- |
| 1    | Miloslav Sochor | Cecoslovacchia | 100   |
| 2    | Diego Amplatz   | Italia         | 83    |
| 3    | Heini Hemmi     | Svizzera       | 78    |

#### Slalom speciale
| Pos. | Nome            | Nazione        | Punti |
| ---- | --------------- | -------------- | ----- |
| 1    | Alfred Hagn     | Germania Ovest | 95    |
| 2    | Diego Amplatz   | Italia         | 93    |
| 3    | Gérard Bonnevie | Francia        | 71    |

## Donne

### Classifiche

#### Generale
| Pos. | Nome             | Nazione        | Punti |
| ---- | ---------------- | -------------- | ----- |
| 1    | Dagmar Kuzmanová | Cecoslovacchia | 120   |
| 2    | Martina Ellmer   | Svizzera       | 117   |
| 3    | Marlies Mathis   | Austria        | 115   |

#### Discesa libera
| Pos. | Nome                   | Nazione | Punti |
| ---- | ---------------------- | ------- | ----- |
| 1    | Angelika Rudigier      | Austria | 74    |
| 2    | Tiziana Bracelli       | Italia  | 48    |
| 3    | Anneliese Petautschnig | Austria | 47    |

#### Slalom gigante
| Pos. | Nome           | Nazione        | Punti |
| ---- | -------------- | -------------- | ----- |
| 1    | Marlies Mathis | Austria        | 100   |
| 2    | Heidi Bauer    | Austria        | 89    |
| 3    | Monika Berwein | Germania Ovest | 81    |

#### Slalom speciale
| Pos. | Nome             | Nazione        | Punti |
| ---- | ---------------- | -------------- | ----- |
| 1    | Dagmar Kuzmanová | Cecoslovacchia | 95    |
| 2    | Martina Ellmer   | Austria        | 74    |
| 3    | Cristina Tisot   | Italia         | 58    |